# دانيال سنايدر
دانيال سنايدر (بالإنجليزية: Daniel Snyder)‏ هو سمسار عقارات ومنتج أفلام أمريكي، ولد في 23 نوفمبر 1964 في سيلفر سبرينغ في الولايات المتحدة.

## وصلات خارجية
- دانيال سنايدر على موقع IMDb (الإنجليزية)
- دانيال سنايدر على موقع إن إن دي بي (الإنجليزية)
- دانيال سنايدر على موقع كينوبويسك (الروسية)